# 포라노 (테르니현)
포라노(이탈리아어: Porano)는 이탈리아 움브리아주 테르니도에 위치한 코무네다. 페루자로부터 남쪽 70km, 테르니로부터 남서쪽 25km 거리에 있다.

## 자매 도시
- 프랑스 코드로